# Joe Moore (actor)
Joe Moore (22 de noviembre de 1894 – 22 de agosto de 1926) fue un actor cinematográfico de nacionalidad estadounidense, activo durante la época del cine mudo.

## Biografía
Nacido en el Condado de Meath, Irlanda, su nombre de nacimiento era Joseph Moore. Casado con la actriz Grace Cunard, sus hermanos, Mary, Matthew, Thomas, y Owen, también fueron todos ellos actores.
Joe Moore falleció a causa de una crisis cardiaca en 1926 en Santa Mónica, California.

## Selección de su filmografía
- 1912 : Clownland
- 1923 : Sweet and Pretty
- 1924 : The Flower Girl
- 1924 : Wages of Virtue
- 1925 : Hay Fever Time
- 1925 : Goat Getter
- 1926 : Be Careful, Dearie!
- 1926 : The Golden Web